# Damoy Point
Der Damoy Point (englisch; französisch Pointe Damoy) ist eine Landspitze an der Westküste der Wiencke-Insel im westantarktischen Palmer-Archipel. Sie liegt 800 m westnordwestlich des Flag Point.
Teilnehmer der Vierten Französischen Antarktisexpedition (1903–1905) unter der Leitung des Polarforschers Jean-Baptiste Charcot entdeckten die Landspitze. Charcot benannte sie nach dem französischen Kaufmann Julien Damoy (1844–1941), der die Forschungsreise mit Nahrungsmitteln versorgt hatte. Das Advisory Committee on Antarctic Names übertrug die Benennung 1951 ins Englische.
Am Damoy Point befindet sich eine britische Schutzhütte aus dem Jahr 1973, die für eine Reihe von Jahren als Sommer- und Durchgangsstation für wissenschaftliches Personal der Rothera-Station diente. Die 1993 letztmals genutzte Hütte steht als  Historischen Stätte HSM-84 unter dem Schutz des Antarktisvertrags.